# Darío Castrillón Hoyos
Darío Castrillón Hoyos, född 4 juli 1929 i Medellín, Colombia, död 18 maj 2018 i Vatikanstaten, var en colombiansk kardinal inom Romersk-katolska kyrkan. Han tjänade som ärkebiskop av Bucaramanga mellan 1992 och 1996. Castrillón Hoyos var från 23 februari 2007 kardinalprotodiakon, men i och med upphöjningen 1 mars 2008 till kardinalpräst övergick denna roll till kardinal Agostino Cacciavillan. Efter att ha varit prefekt för den romerska kleruskongregationen var han fram till juni 2009 chef för den påvliga Ecclesia Dei-kommissionen (se Summorum pontificum).

## Bilder

Kardinal Castrillon Hoyos titeldiakonia/titelkyrka
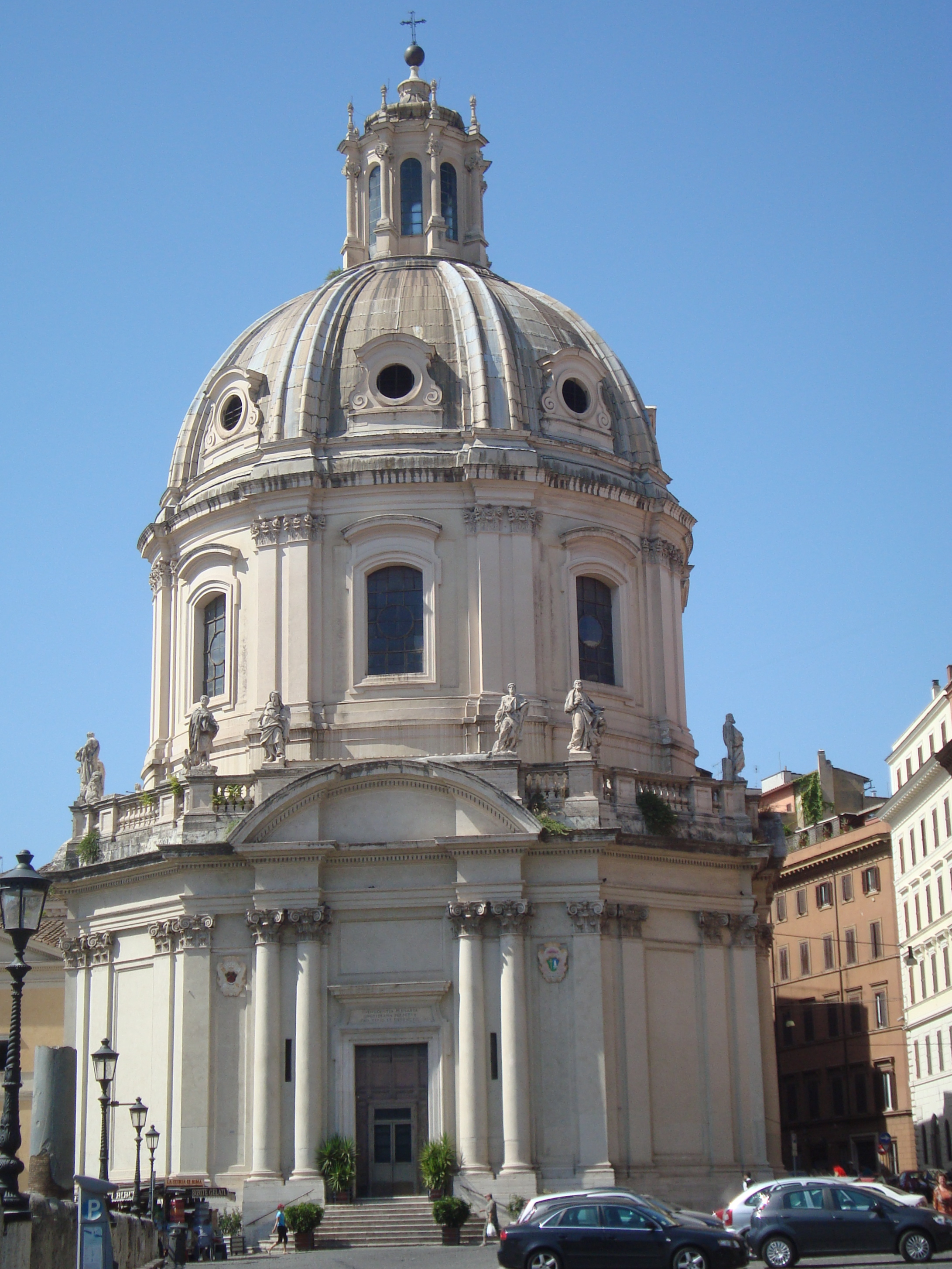
Santissimo Nome di Maria al Foro Traiano.